# 海滨街道 (滨海新区)
海滨街道，是中华人民共和国天津市滨海新区下辖的一个街道办事处。
2013年12月19日，天津市民政局批复同意将海滨街道、港西街道两街道办事处所辖区域合并，设立新的海滨街道。

## 行政区划
海滨街道下辖以下地区：
幸福社区、阳光佳园社区、阳光佳园（西）社区、怡然社区、同盛东里社区、心港假日东里社区、南春园社区、广场社区、炼盛社区、花园南里社区、钻井新村社区、芳华社区、桃李园区场社区、春华社区、祥和社区、采油社区、北安社区、新盛社区、团结村社区、西苑社区、二号院社区、安泰社区、同盛西里社区、心港假日西里社区、北苑社区、华幸社区、华福社区、华盛社区、华隆社区、双丰社区、西运社区、求实社区、春阳社区、奉献社区、爱国社区、诚信社区、创新社区、庆祥社区、庆福社区、远景一村、远景三村、沙井子一村、沙井子二村、沙井子三村、联盟村、港狮社区、港骅社区和港西工业园社区。